# Hybomitra semipollinosa
Hybomitra semipollinosa är en tvåvingeart som först beskrevs av Olsufjev 1937.  Hybomitra semipollinosa ingår i släktet Hybomitra och familjen bromsar. Inga underarter finns listade i Catalogue of Life.